# فوسبول
م. ف. فوسبول (بالدنماركية: Viggo Fausbøll)‏ (1821 - 1908 م) هو مستشرق، من أهل الدنمارك.
تخرج من جامعة كوبنهاغن، وسمى أستاذا للغات الهندية سنة 1878 م.